# Desmodium angustatum
Desmodium angustatum là một loài thực vật có hoa trong họ Đậu. Loài này được (Rose & Standl.) Standl. miêu tả khoa học đầu tiên.